# Mirla Castellanos

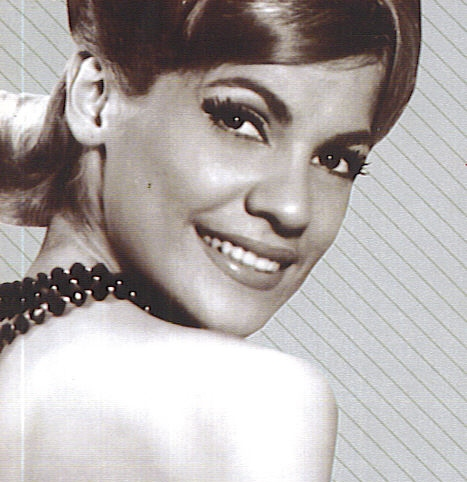
Mirla Castellanos

Mirla Josefina Castellanos Peñaloza (* 31. März 1941 in Valencia) ist eine venezolanische Sängerin.
Castellanos debütierte 1960 als Sängerin bei Radio Caracas Televisión in der Show de Víctor. Sie arbeitete in der Folgezeit als Sekretärin des Sportjournalisten Juan Vené. Von Luis Cruz und Oswaldo Yépez wurde sie künstlerisch gefördert und veröffentlichte 1961 eine Single mit dem Titel Tema para enamorados. Sie wurde dann Mitglied des Cuarteto Los Naipes, bevor sie eine Sololaufbahn begann.
1969 gewann sie mit einem Song von Manuel Alejandro den Ersten Preis beim Festival de Benidorm, nach einer Europatournee 1970 den Zweiten Preis beim Festival Latinoamericano de la Canción in Mexiko. In den 1970er Jahren wurde sie mit ihrer Liveshow La Primerísima berühmt, besonders erfolgreich wurde das Album Vuelve Pronto (1982). Como Núnca ist eine Kompilation ihrer größten Hits.